# Al-Hakim Ier
Pour les articles homonymes, voir Hakim.
Abû al-`Abbas Ahmad al-Hâkim Ier ou Al-Hâkim Ier (vers 1247-1302) est le deuxième calife abbasside au Caire de 1262 à 1302. Il entame son règne sous la tutelle du sultan mamelouk bahrite Baybars. Abû al-`Abbas Ahmad est le descendant d'Abû Ja`far ar-Râchid bi-llah, 30e calife abbasside de Bagdad, à la quatrième génération.

## Biographie
En 1261, le sultan mamelouk baharite Baybars voit arriver au Caire Abû al-Qâsim Ahmad dernier Abbasside survivant du massacre de 1258. Abû al-Qâsim Ahmad est l’oncle d’Al-Musta'sim, le 37e et dernier calife de Bagdad, le fils d’Az-Zâhir (35e calife) et le  frère d’Abû Ja`far Al-Mustansîr (36e calife). Il devient le nouveau calife sous le nom d’Al-Mustansîr.
Désireux de reconquérir Bagdad, il demande à Baybars de lui fournir des troupes. Baybars ne lui fournit qu’une armée de trois mille bédouins au lieu des dix mille demandés.
Al Mustansîr part pour Damas le 19 octobre 1261. Sur les rives de l’Euphrate, il retrouve Abû al-`Abbas Ahmad alors âgé seulement d’une quinzaine d’années. Après avoir traversé le fleuve,  les deux Abbassides se heurtent aux Mongols à Al-Anbar. Les troupes abbassides sont défaites par leurs adversaires. Al Mustansîr meurt et disparaît dans la bataille. Abû al-`Abbas Ahmad parvient à fuir et à rentrer au Caire. Baybars l’accueille. Le vendredi suivant il est intronisé calife avec le titre d’Al-Hâkim bi-'Amr Allah mais ne jouit en réalité d’aucun pouvoir et vit reclus dans la citadelle du Caire.
Au cours de son règne il va voir se succéder les sultans mamelouks :
Les fils de Baybars
- Baraka Khan (1277-1279)
- Salâmich (1279)

Qala'ûn et ses fils
- Qala'ûn (1279-1290)
- Salah ad-Dîn Khalil (1290-1293)
- An-Nâsir Muhammad (1293-1295) (premier règne)

Interrègne d'An-Nâsir Muhammad
- Kitbugha (1295-1297) (tuteur d'An-Nâsir Muhammad)
- Lajin (1297-1299)

Retour d'An-Nâsir Muhammad
- An-Nâsir Muhammad (1299-1309) (second règne)

Fin 1298, pendant le règne de Lajin, Al-Hâkim Ier fait le pèlerinage à La Mecque avec toute sa famille, le sultan lui donne 700 000 dirhams pour ce voyage.
Al-Hâkim Ier décède au début de l'année 1302, son fils Sulaymân lui succède sous le nom d'Al-Mustakfî Ier